# Аламо (Тексас)
Аламо (енгл. Alamo) град је у америчкој савезној држави Тексас. По попису становништва из 2010. у њему је живело 18.353 становника.

## Демографија
Према попису становништва из 2010. у граду је живело 18.353 становника, што је 3.593 (24,3%) становника више него 2000. године.
| Група             | 2000.          | 2010.          |
| Белци             | 3.154 (21,4%)  | 2.722 (14,8%)  |
| Афроамериканци    | 31 (0,2%)      | 83 (0,5%)      |
| Азијати           | 13 (0,1%)      | 26 (0,1%)      |
| Хиспаноамериканци | 11.528 (78,1%) | 15.528 (84,6%) |
| Укупно            | 14.760         | 18.353         |